# Col de Fourche
Ne doit pas être confondu avec Col du Mont de Fourche.
Le col de Fourche est un col de montagne de l'île de La Réunion, département d'outre-mer français dans le sud-ouest de l'océan Indien. Il est situé à 1 946 mètres d'altitude sur la ligne de crête entre les deux cirques naturels de Salazie, à l'est, et de Mafate, à l'ouest. Ce faisant, il est placé à cheval sur la frontière entre les communes de Salazie et de La Possession et se trouve au cœur du parc national de La Réunion. Il est emprunté par un sentier de grande randonnée, le GR R1, et sert d'entrée alternative à Mafate au sud-est du col des Bœufs voisin, quant à lui emprunté par le GR R3.

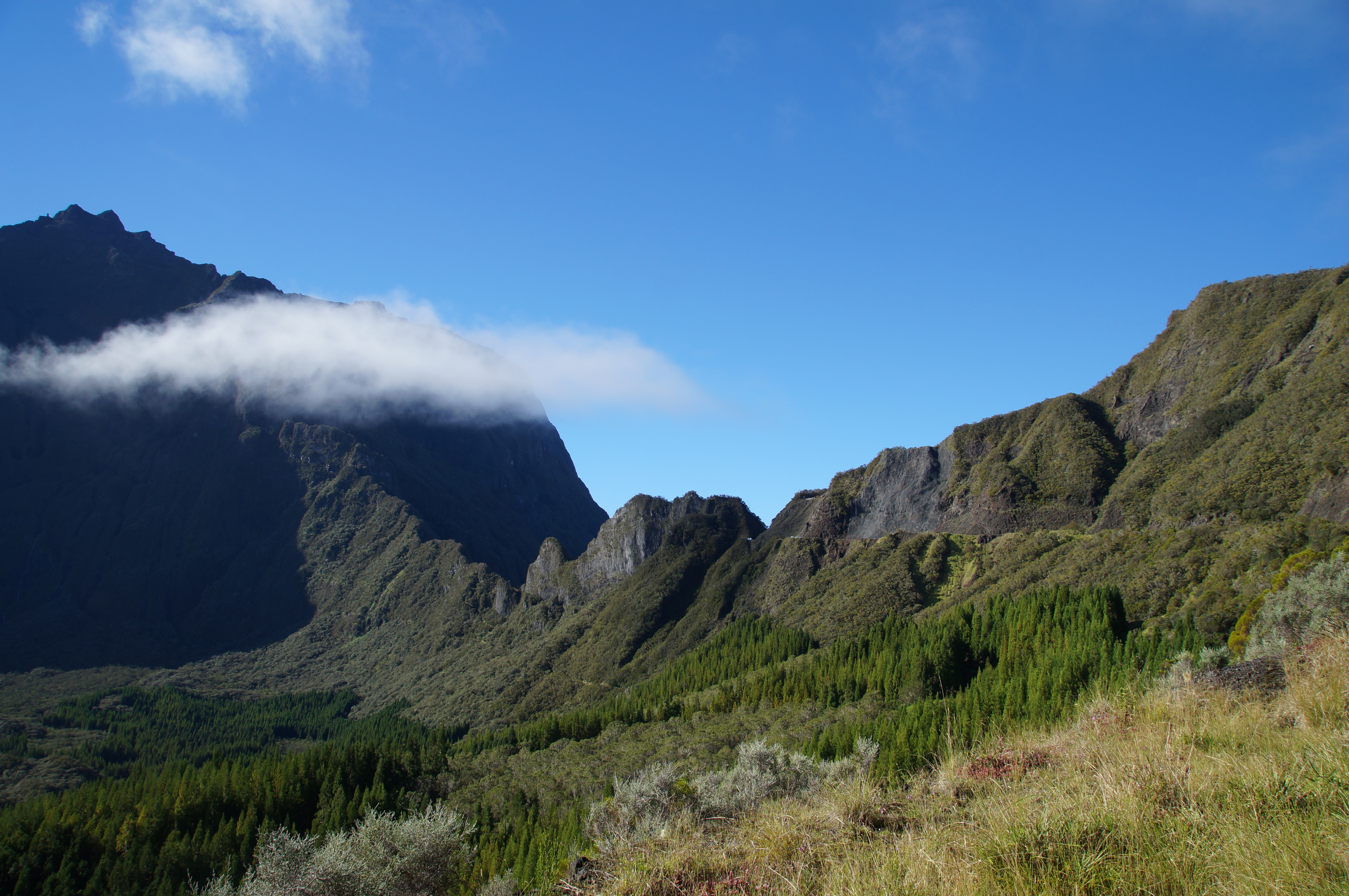
Le col des Bœufs et le col de Fourche.